# Кудзи, Акико
Акико Кудзи (яп. 久慈 暁子, род. 13 июля 1994) — диктор Fuji Television и телевизионная актриса. Бывшая фотомодель.

## Биография
Акико Кудзи родилась в Осю, Иватэ. Её рост составляет 166 см. С рождения до окончания средней школы она провела восемнадцать лет в префектуре Иватэ. Она окончила среднюю школу Мидзусава и факультет экономики Университета Аояма.
В 2013 году Акико вошла в индустрию развлечений. В марте 2014 года она была выбрана в модели кампании Asahi Kasei Group 2014. После этого была работником по связям с общественностью в Осю. В июле она дебютировала как актриса в телевизионной драме Kin Kyori Renai: Season Zero. В августе Акико была выбрана в Гран-при на 45-м кастинге моделей журнала Non-no и стала эксклюзивной моделью журнала с ноябрьского номера 2014 года по апрель 2017 года.
В апреле 2017 года она присоединилась к Fuji Television в качестве диктора. Акико знакома с английским с юных лет благодаря влиянию её матери, которая преподавала английский язык в средней школе.

## Фильмография

### Модельная карьера

#### Телевизионные программы
| Даты                       | Название             | Сеть                    | Примечания              | Источн.       |
| -------------------------- | -------------------- | ----------------------- | ----------------------- | ------------- |
| 26 авг. 2014 – 19 мая 2015 | Riga Weekend Preview | Wowow Members On Demand | Third Generation Legirl | [ 22 ] [ 23 ] |

### Телевизионная реклама
| Даты         | Продукт                                    | Источн. |
| ------------ | ------------------------------------------ | ------- |
| Дек. 2013 –  | SoftBank Mobile 4G LTE                     |         |
| Янв. 2015 –  | Asahi Kasei Fudousan Residence Hebel Rooms | [ 24 ]  |
| Нояб. 2015 – | Kao Corporation Keep Natural & Keep        |         |

#### Реклама
| Год  | Название                         | Источн. |
| ---- | -------------------------------- | ------- |
| 2014 | Asahi Kasei Group Campaign Model | [ 4 ]   |

#### Телевизионные драмы
| Даты                   | Название                                                  | Роль            | Сеть           | Источн.      |
| ---------------------- | --------------------------------------------------------- | --------------- | -------------- | ------------ |
| 20 июля – 12 окт. 2014 | Kin Kyori Renai                                           | Асарие Сакаи    | NTV            |              |
| 19 июня 2015           | The Last Cop                                              | Марика Мицусима | NTV            |              |
| Апр. 2016 –            | 4K Original Drama Koiko Focus: Aru Tenkōsei no Monogatari | Коико Мицусава  | Hikari TV, mit | Главная роль |

### Журнальные серии
| Название | Номера                    | Издательство | Примечание          | Источн. |
| -------- | ------------------------- | ------------ | ------------------- | ------- |
| non-no   | ноябрь 2014 – апрель 2017 | Shueisha     | Эксклюзивная модель |         |